# Thalictrum cirrhosum
Thalictrum cirrhosum är en ranunkelväxtart som beskrevs av H. Lév.. Thalictrum cirrhosum ingår i släktet rutor, och familjen ranunkelväxter. Inga underarter finns listade i Catalogue of Life.